# Jezero Orta
Jezero Orta (italijansko: Lago d’Orta) je jezero v severni Italiji, ki se nahaja zahodno od jezera Maggiore na nadmorski višini 290 metrov.
Do 16. stoletja se je jezero imenovalo Lago di San Giulio (jezero sv. Julija), po svetem Juliju, zavetniku pokrajine. Poetično ime jezera je Cusio. Južni del jezera se začne okoli severozahodno od Novare, v bližini pa poteka železniška proga Torino-Milano. Skupna površina jezera znaša 18,2 km², napaja pa se s področja velikega 116 km². V dolžino jezero meri 13,4 km, v širino pa na najširši točki 2,5 km. Povprečna globina jezera je 71,6 m. Voda v jezeru se zamenja vsakih 8,9 let.
Ena najbolj značilnih in najlepših točk jezera je otok San Giulio, ki je prav tako dobil ime po svetniku iz 4. stoletja.
Najpomembnejše mesto v bližini jezera je Orta San Giulio, ki stoji na polotoku na vzhodni obali jezera. Geologi predvidevajo da je jezero Orta ostanek veliko večjega jezera, ki je nastalo s taljenjem ledenikov po zadnji ledeni dobi. S časom se je voda umaknila, iz velikega jezera pa je do danes ohranjenih več manjših jezer. 
Na jezeru je bilo organiziranih več veslaških regat, leta 1893 pa tudi prvo Evropsko prvenstvo v veslanju.